# Сејбрук (Илиноис)
Сејбрук (енгл. Saybrook) град је у америчкој савезној држави Илиноис.

## Демографија
По попису из 2010. године број становника је 693, што је 71 (-9,3%) становника мање него 2000. године.
| Група             | 2000.       | 2010.       |
| Белци             | 755 (98,8%) | 675 (97,4%) |
| Афроамериканци    | 1 (0,1%)    | 3 (0,4%)    |
| Азијати           | 1 (0,1%)    | 0 (0,0%)    |
| Хиспаноамериканци | 2 (0,3%)    | 8 (1,2%)    |
| Укупно            | 764         | 693         |